# Bong Co
Bong Co (kinesiska: Beng Cuo, 崩错) är en sjö i Kina. Den ligger i den autonoma regionen Tibet, i den sydvästra delen av landet, omkring 180 kilometer norr om regionhuvudstaden Lhasa. Bong Co ligger 4 666 meter över havet. Arean är 145 kvadratkilometer. Trakten runt Bong Co består i huvudsak av gräsmarker. Den sträcker sig 16,0 kilometer i nord-sydlig riktning, och 22,5 kilometer i öst-västlig riktning.
Genomsnittlig årsnederbörd är 578 millimeter. Den regnigaste månaden är juli, med i genomsnitt 152 mm nederbörd, och den torraste är januari, med 4 mm nederbörd.